# Ophryosporus marchii
Ophryosporus marchii là một loài thực vật có hoa trong họ Cúc. Loài này được Sagást. & E.Rodr. mô tả khoa học đầu tiên năm 2008.